# Francis Byng (5e comte de Strafford)
Francis Edmund Cecil Byng, 5e comte de Strafford (15 janvier 1835 - 18 janvier 1918) est un prêtre anglican anglais et membre de la pairie.

## Biographie
Il est le troisième fils de George Byng (2e comte de Strafford). Il fait ses études au Collège d'Eton (où il remporte un prix Prince Albert pour les langues vivantes) et à Christ Church, Oxford, où il étudie le droit et l'histoire moderne.

## Carrière religieuse
Après avoir pris les ordres sacrés, Byng devient recteur de Little Casterton, Rutland de 1859 à 1862. Il est ensuite vicaire de la Sainte-Trinité à Twickenham et aumônier à Hampton Court de 1862 à 1867. Il est nommé aumônier honoraire de la reine Victoria en 1867 et aumônier ordinaire en 1872; est ensuite aumônier du président de la Chambre des communes de 1874 à 1889. En 1867, Byng est nommé vicaire de la Haute Église St. Peter's Church, Cranley Gardens, par Charles James Freake (qui est le titulaire de l'église). Il est resté vicaire de Saint-Pierre, qui est devenu à la mode ("Sa belle présence, sa belle voix et sa haute naissance en ont fait l'une des paroisses favorite des couples qui allaient se marier.") jusqu'en 1889; et entretient une longue correspondance avec l'ancien organiste de St. Peter's, Arthur Sullivan. En 1889, Bing est élu grand chapelain de la franc-maçonnerie en Angleterre.
En 1889, Byng aurait soudainement démissionné de tous ses postes religieux et aurait quitté Londres, supposément en raison de problèmes liés à une dette de jeu.

## Vie privée
Le 8 juin 1859, il épouse Florence Louisa Miles (1840–1862), fille de William Miles (1er baronnet) ; elle est décédée en 1862 en donnant naissance à leur deuxième fils, Edmund. Il devient comte en mai 1899 lorsque son frère Henry Byng (4e comte de Strafford) est tué dans un accident de chemin de fer, un an après avoir hérité le titre de leur frère aîné sans enfant, George Byng (3e comte de Strafford), l'homme politique libéral. Le 4 août 1866, il épouse Emily Georgina Kerr, fille de l'amiral Frederick Herbert Kerr ; ils ont huit enfants.
Son deuxième fils, (le premier, Arthur, décédé en bas âge) Edmund Byng, 6e comte de Strafford lui succède à sa mort.